# Assemblea legislativa dello Stato di San Paolo
L'Assemblea legislativa di San Paolo (in portoghese Assembléia Legislativa do Estado de São Paulo) è l'organo legislativo dello Stato di San Paolo, in Brasile. È composto da 94 deputati, eletti per un periodo di quattro anni.

## Attività culturali
Il Parlamento organizza regolarmente mostre d'arte, in seguito alle quali è prassi che gli artisti partecipanti donino all'istituzione una o più opere esposte. Ne deriva una collezione artistica composta da oltre mille opere, organizzate secondo un percorso museale che trova sede negli ambienti e nelle sale dell'edificio, denominato Museu de Arte do Parlamento Paulista e istituito nel 2002. Dalla sua istituzione al 2012, il museo è stato coordinato da Emanuel von Lauenstein Massarani, storico, giornalista, diplomatico, Soprintendente del Patrimonio Culturale dell'Assemblea Legislativa dello Stato di San Paolo e presidente dell'IPH Instituto per il Recupero de Patrimonio Artistico dello Stato di San Paolo.